# Вестникар ли?
„Вестникар ли?“ е комедийна пиеса в 2 действия от българския писател Иван Вазов публикувана през 1900 г.
Главният персонаж е Павел Мишеморов – дребен буржоа, ненавижда вестниците и хората, свързани с тяхното произвеждане. Той не харесва сплетните и изопачаванията тиражирани от тях, а още по-малко начина, по който самият той е представян в някои дописки на страниците им. Няма нищо по-низше за него от професията вестникар, респективно журналист. Собственият му син се впуска точно в тази професия, а близкият до сърцето на дъщеря му мъж също е журналист.
Вероятно сред най-популярните постановки на творбата е телевизионната продукция на Българската национална телевизия от 1982 година, режисирана от Асен Траянов, в популярната поредица „Телевизионен театър“, с участието на Георги Калоянчев и Георги Парцалев в главните роли.

## Действащи лица
- Павел Мишеморов – дребен буржоа
- Лисавета – съпруга на Мишеморов
- Божана – дъщеря на Мишеморов и Лисавета
- Драган – син на Мишеморов и Лисавета
- Иванчо – другар по приказка на Мишеморов
- Деркович – журналист и издател на вестник
- Лазаров – журналист.